# Награды Русской православной церкви
Церковные награды — знаки, что устанавливает католическая или православная Церковь. Существует две категории церковных наград для обозначения достоинства: служебно-литургические и церковно-общественные.
Награ́ды Ру́сской правосла́вной це́ркви (РПЦ) — форма поощрения духовенства и мирян за понесенные труды и заслуги перед Православием — в пастырском служении, богословской, научной и административной деятельности, возрождении духовной жизни, восстановлении храмов, миссионерских, благотворительных, социальных и просветительских трудах.
Награды существуют двух видов — иерархические и общецерковные.
В настоящее время в наградную систему РПЦ входит 17 орденов и 10 медалей. На федеральный геральдический учёт из всех орденов РПЦ был поставлен только орден святого благоверного князя Даниила Московского (30 октября 1998 года, с № 10, 11 и 12 соответственно для III, II и I степени).
На Архиерейском соборе 2—5 февраля 2013 года было принято новое «Положение о наградах Русской Православной Церкви», согласно которому установлены правила награждения архиереев, клириков, гражданских лиц наградами Русской православной церкви.

## Иерархические награды Русской православной церкви
Служат для поощрения клириков, свидетельствуя об их достойном служении.
Бывают трёх видов:
1. повышение в сане
2. элементы облачения
3. богослужебные отличия.

## Ордена Русской православной церкви
Ордена расположены в хронологическом порядке утверждения.
- Орден Святого равноапостольного великого князя Владимира. Имеет три степени. Учреждён в 1958 году[2], но приурочен к 40-летию восстановления патриаршества в РПЦ (1957). До учреждения этого ордена Русская православная церковь на протяжении своей истории не имела системы внебогослужебных наград; таким образом, это хронологически первый орден РПЦ. Первоначально именовался «нагрудным знаком в честь святого равноапостольного великого князя Владимира» и предназначался для награждения преимущественно представителей зарубежных православных и инославных церквей[2][3].
- Орден Преподобного Сергия Радонежского. Имеет три степени. Учреждён определением Священного синода РПЦ от 10 октября 1978 года. Тем же определением была учреждена медаль Преподобного Сергия Радонежского. Положение о них Синод утвердил 26 декабря 1978 года (не публиковалось). Дизайн ордена был пересмотрен на заседании Синода 5—6 октября 1999 года. Орденами I и II степени награждаются предстоятели поместных православных церквей, главы инославных церквей и религиозных объединений, видные церковные и государственные деятели — за плодотворные труды по укреплению мира и дружбы между народами[4].
- Орден Святого апостола Андрея Первозванного с алмазной звездой. Учреждён определением Синода РПЦ от 27—28 декабря 1988 года (вместе с ещё двумя орденами и медалью). Тем же определением утверждено положение об ордене. Название ордена совпадает с государственным российским орденом Святого апостола Андрея Первозванного, высшей наградой Российской империи в 1698—1917 годах, который был восстановлен в Российской Федерации в 1998 году. Орден является высшей наградой РПЦ, им награждаются только по решению и инициативе патриарха и Синода. Алмазная звезда ордена носится на правой стороне в верхней части груди, а знак ордена на ленте надевается через левое плечо и располагается под звездой ордена; все другие ордена носятся ниже. В центре ордена — образ святого апостола Андрея с характерным косым («андреевским») крестом, на котором был распят апостол. Лента ордена — широкая муаровая лента зелёного цвета[5].
- Орден Святого благоверного князя Даниила Московского. Имеет три степени. Учреждён определением Синода РПЦ от 27—28 декабря 1988 (вместе с ещё двумя орденами и медалью) в память 1000-летия крещения Руси. Тем же определением была учреждена медаль Преподобного князя Даниила Московского (см. ниже), а также утверждено положение об ордене и медали. Орденом награждаются как духовные, так и светские лица, много сделавшие для возрождения духовной жизни России, для укрепления её могущества и благосостояния. Орден носится на левой[6] стороне груди, степени ордена размещаются в линию. Как правило, патриарх Московский и всея Руси вручает орден Святого Даниила сам, придавая награждению особо торжественный характер. Лента ордена имеет широкую красную полосу в центре и по две узких полосы по краям белого и зелёного цвета[7].
- Орден Святой равноапостольной княгини Ольги. Имеет три степени. Учреждён определением Синода РПЦ от 27—28 декабря 1988 (вместе с ещё двумя орденами и медалью). Тем же определением было утверждено положение об ордене. Орденом награждаются женщины за заслуги на различных поприщах церковного, государственного и общественного служения, а также за труды на пользу ближних. В 2006 году Синодом было принято решение о присуждении I степени ордена исключительно женщинам, занимающим высшие государственные должности[8].
- Орден Святого мученика Трифона. Имеет три степени. Учреждён определением Синода РПЦ от 22 февраля 1995. Тем же определением была учреждена медаль Святого мученика Трифона (см. ниже) и положение о них (не опубликовано). Орденом награждаются священнослужители, церковные, государственные и общественные деятели, служащие правоохранительных органов, писатели и журналисты, медицинские работники и работники просвещения за активную деятельность по борьбе с алкоголизмом, наркоманией, другими разрушительными явлениями в духовной жизни общества. Первая степень ордена — серебряный крест с позолотой, вторая — серебряный крест, третья — серебристый крест из ювелирного сплава[9].
- Орден Святителя Иннокентия, митрополита Московского и Коломенского. Имеет три степени. Учреждён определением Синода РПЦ от 27 декабря 1996, в котором принято положение о наградах «За миссионерские заслуги» (не опубликовано), в связи с празднованием 200-летия со дня рождения митрополита Иннокентия (Вениаминова), «апостола Сибири и Америки». Согласно этому положению, была утверждена также медаль Святого митрополита Московского Иннокентия (см. ниже)[10].
- Орден Святителя Макария, митрополита Московского. Имеет три степени. Учреждён определением Синода РПЦ от 3 апреля 2001. Тем же определением была учреждена медаль Святого митрополита Макария (см. ниже), а также орден и медаль Преподобного Андрея Иконописца. Орденские статуты не публиковались. Орденом Святого митрополита Макария награждаются лица, наиболее отличившиеся в деле церковного и духовного просвещения. Орден представляет собой крест с завершением ветвей в виде загнутых свитков. В центре — изображение Святителя с рукописным свитком в руках, с надписью по красной ленте «За духовное просвещение»[11].
- Орден Преподобного Андрея Иконописца. Имеет три степени. Учреждён вышеупомянутым определением Синода РПЦ от 3 апреля 2001 года. Тем же определением была учреждена медаль Преподобного Андрея Иконописца (см. ниже), а также орден и медаль Святого митрополита Макария. Орденские статуты не публиковались. Орденом Преподобного Андрея Иконописца награждаются лица, способствовавшие возрождению иконописи, церковного искусства и зодчества. Орден Андрея Иконописца I и II степени представляет собой голубой равноконечный крест, с трёхлопастным завершением ветвей, наложенный на золотое (соответственно серебряное) равностороннее «сияние», с овальным изображением преподобного Андрея в средокрестии. Орден III степени представляет собой голубой равноконечный крест с изображением преподобного Андрея в центре, но без «сияния» (лучей). Надпись — девиз ордена — представляет собой стих из кондака преподобного Андрея: «К Божественней красоте устремлялся».[12]
- Орден «Славы и Чести». Имеет три степени[13].
- Орден Святителя Алексия, митрополита Московского. Имеет три степени.
- Орден Преподобного Серафима Саровского. Имеет три степени.
- Орден Святого благоверного великого князя Димитрия Донского. Имеет три степени.
- Орден Преподобной Евфросинии, великой княгини Московской. Учреждён в 2007 году[14].
- Орден Святого равноапостольного Николая, архиепископа Японского. Учреждён 6 сентября 2012 года[15].
- Орден Святого благоверного великого князя Александра Невского. Имеет три степени, учреждён 13 апреля 2021 года[16].

## Упразднённые ордена
- Орден Святого благоверного царевича Димитрия. Учреждён РПЦ 29 сентября 1997 года совместно с Российским детским фондом по инициативе председателя РДФ писателя Альберта Лиханова. Согласно статуту ордена, им награждаются лица, внёсшие значительный вклад в дело попечения и защиты страждущих детей: инвалидов, сирот и беспризорников. Орден представляет собой крест с лучами из чистого серебра с позолотой, посреди которого в медальоне находится образ царевича Димитрия, исполненный в технике финифти, окружённый рубинами, с надписью «За дела милосердия»[17]. 27 декабря 2023 года орден упразднён[18].

## Медали Русской православной церкви
- Медаль преподобного Сергия Радонежского. Имеет 2 степени (золотая и серебряная медали). Учреждена определением Синода РПЦ от 10 октября 1978 одновременно с орденом Преподобного Сергия Радонежского (см. выше).[19]
- Медаль святого благоверного князя Даниила Московского. Учреждена определением Синода РПЦ от 27—28 декабря 1988 в память 1000-летия крещения Руси, одновременно с орденом Преподобного князя Даниила Московского (см. выше). Выполнена из золота, на обороте надпись «За труд во славу Святой Церкви».[20]
- Медаль Святого мученика Трифона. Учреждена определением Синода РПЦ от 22 февраля 1995, одновременно с орденом Святого мученика Трифона (см. выше).
- Медаль святителя Иннокентия, митрополита Московского и Коломенского. Учреждена определением Синода РПЦ от 27 декабря 1996, одновременно с орденом Святого митрополита Московского Иннокентия (см. выше). В центре медали золотой образ митрополита Иннокентия на голубом эмалевом фоне. На обороте надпись: «За миссионерские труды».[21]
- Медаль святителя Макария, митрополита Московского и всея Руси. Учреждена определением Синода РПЦ от 3 апреля 2001, одновременно с орденом Святого митрополита Макария (см. выше). Медаль имеет форму креста с изображением святого митрополита Макария в центре и надписью: «Покровитель духовного просвещения».[22]
- Медаль преподобного Андрея Иконописца. Имеет 2 степени (золотая и серебряная медали). Учреждена определением Синода РПЦ от 3 апреля 2001, одновременно с орденом Преподобного Андрея Рублёва. Девиз медали тот же, что и у ордена преподобного Андрея: «К Божественней красоте устремлялся».[23]
- Медаль святого преподобного Серафима Саровского. Имеет 2 степени (золотая и серебряная медали). Учреждена 25 марта 2004 года.
- Медаль преподобной Евфросинии, великой княгини Московской.
- Медаль ордена святителя Луки, архиепископа Крымского, учреждена указом Святейшего Патриарха Московского и всея Руси Кирилла № У-01/12 от 11 февраля 2016 года.
- Медаль Патриаршая благодарность, учреждена определением Святейшего Патриарха Московского и всея Руси Кирилла и Священного Синода от 25–26 декабря 2012 года. Имеет одну степень.
- Медаль преподобномученицы Елизаветы Феодоровны, учреждена указом Святейшего Патриарха Московского и всея Руси Кирилла и Священного Синода № У-01/11 от 11 февраля 2016 года. Имеет одну степень.
- Медаль «Славы и Чести». Имеет 2 степени[13].
- Медаль «В память 200-летия победы в Отечественной войне 1812 года».
- Юбилейная медаль «1000-летие преставления святого равноапостольного князя Владимира». Учреждена Указом Святейшего Патриарха Московского и всея Руси Кирилла № У-01/184 от 6 ноября 2014 года.
- Юбилейная медаль «В память 100-летия восстановления Патриаршества в Русской Православной Церкви». Учреждена в 2017 году.
- Юбилейная медаль «50-летия автономии Японской Православной Церкви. 1970-2020». Учреждена в 2020 году.

## Патриаршие знаки
- Патриарший знак храмостроителя[24][25]
- Патриарший знак святой великомученицы Варвары
- Патриарший знак материнства. Имеет две степени. Учреждён в 2006 году[26][27].
- Патриарший знак «За труды по духовно-нравственному просвещению» (учреждён в 2011 году[28])
- Патриарший знак Великой княгини Евдокии Московской (общественная награда; учреждена Региональным благотворительным общественным фондом имени Великой княгини Евдокии Московской в 2007 году[29])
- Патриарший знак «700-летие преподобного Сергия Радонежского» (учреждён в 2014 году).
- Патриарший знак «За вклад в развитие русской литературы» (учреждён в 2019 году)[30]

## Награды канонических подразделений Русской православной церкви

### Русская православная церковь заграницей
- Синодальный Знаменский орден трёх степеней (золото, серебро и бронза). Наивысший орден РПЦЗ, учреждён в 2007 году[31].

### Украинская православная церковь (Московского патриархата)
- Орден преподобных Антония и Феодосия Печерских, двух степеней[32]
- Орден святого равноапостольного князя Владимира, трёх степеней
- Орден Рождество Христово, двух степеней
- Орден преподобного Нестора Летописца, трёх степеней
- Орден преподобного Ильи Муромца, трёх степеней
- Орден апостола Иоанна Богослова, двух степеней
- Орден святой великомученицы Варвары, двух степеней
- Орден Почаевской иконы Божьей Матери
- Орден святой Анны, трёх степеней, учреждён в 2007 году[33]
- Орден святой великомученицы Екатерины, двух степеней
- Юбилейный орден «Рождество Христово — 2000», двух степеней
- Юбилейный орден «1020 лет Крещения Киевской Руси»
- Медаль преподобных Антония и Феодосия Печерских, двух степеней
- Медаль святого равноапостольного князя Владимира, двух степеней
- Юбилейная медаль «Рождество Христово — 2000», трёх степеней
- Юбилейная медаль «Харьковский собор — 10 лет», двух степеней
- Юбилейная медаль «Харьковский собор — 15 лет»
- Юбилейный орден «1025 лет Крещения Киевской Руси»
- Медаль «Успение Пресвятой Богородицы»
- Почётный знак отличия Предстоятеля Украинской православной церкви

23 сентября 2008 года Священным синодом Украинской православной церкви учреждён орден святителя Феодосия Черниговского.
24 ноября 2009 года Священным синодом Украинской православной церкви учреждены:
- Орден «Знак отличия Предстоятеля Украинской православной церкви»;
- Орден святителя Димитрия (Туптала), митрополита Ростовского.

26 февраля 2010 года Священным синодом Украинской православной церкви учреждён орден святителя Петра Могилы.
23 декабря 2010 года Священным синодом Украинской православной церкви учреждены:
- Орден святителя Николая Чудотворца «За благотворительность»;
- Орден святого благоверного Киевского князя Ярослава Мудрого.

26 января 2012 года Священным синодом Украинской православной церкви учреждены:
- Орден святой равноапостольной княгини Ольги;
- Орден святой преподобной Анастасии Киевской.

### Латвийская православная церковь
- Орден святого священномученика Иоанна, архиепископа Рижского. Имеет 3 степени.[39][40]
- Медаль священномученика Иоанна, архиепископа Рижского[40]

### Эстонская православная церковь
- Орден священномученика Исидора Юрьевского трёх степеней.[41]
- Медаль священномученика Исидора Юрьевского

### Белорусский экзархат
- Орден Креста Преподобной Евфросинии Полоцкой. Имеет две степени. Учреждён в 1998 году[42].
- Орден Святителя Кирилла Туровского

### Казахстанский митрополичий округ
- Орден и медаль «Алгыс» (Благодарность);
- Орден и медаль «За заслуги перед Православной Церковью Казахстана»;
- Орден и медаль священноисповедника Николая, митрополита Алма-Атинского и Казахстанского;
- Орден и медаль преподобноисповедника Севастиана, схиархимандрита Карагандинского;
- Орден и медаль священномученика Пимена, епископа Верненского;
- Орден и медаль преподобномучеников Серафима и Феогноста Алма-Атинских;
- Орден и медаль святых мучениц Веры, Надежды, Любови и Софии;
- Орден и медаль «Святитель и врач Лука, архиепископ Симферопольский и Крымский»
- Грамота Главы Митрополичьего Округа[43].

### Епархии Русской православной церкви
- Медаль священномученика Евфимия (Горячева), трёх степеней, Абаканской и Кызылской епархии[44].
- Медаль в честь святого апостола Варфоломея, двух степеней, Бакинской и Прикаспийской епархии[45].
- Медаль Святителя Иоасафа, епископа Белгородского, трёх степеней, Белгородской и Старооскольской епархии[46].
- Медаль священномученика Никодима, епископа Белгородского, трёх степеней, Белгородской и Старооскольской епархии[47].
- Медаль «За церковные заслуги перед Владивостокской и Приморской епархией», трёх степеней, Владивостокской и Приморской епархии[48].
- Медаль святого благоверного князя Андрея Боголюбского, трёх степеней, Владимирской и Суздальской епархии.
- Медаль Святого праведного Петра Томского, трёх степеней, Новокузнецкой и Таштагольской епархии [49]
- Медаль «За усердное служение», трёх степеней, Владимирской и Суздальской епархии[50].
- Медаль «За усердное служение», трёх степеней, Московской епархии[51].
- Медаль «За дела милосердия», трёх степеней, Московской епархии[51].
- Медаль «За жертвенные труды», трёх степеней, Московской епархии[51].
- Медаль Святителя Иннокентия (Смирнова), епископа Пензенского и Саратовского, трёх степеней, Пензенской и Кузнецкой епархии.
- Медаль Священноисповедника Иоанна Оленевского, трёх степеней, Пензенской и Кузнецкой епархии.
- Нагрудный знак «За благие дела», трёх степеней, Пензенской и Кузнецкой епархии.
- Медаль преподобного Мартирия Зеленецкого, трёх степеней, Великолукской и Невельской епархии[52].
- Медаль Святого преподобного Феодора Санаксарского, трех степеней, Саранской и Мордовской епархии.
- Медаль в честь Нерукотворного образа Спасителя, трёх степеней, Саратовской и Вольской епархии.
- Медаль в честь чудотворной Смоленской иконы Божией Матери Одигитрии, трёх степеней, Смоленской и Вяземской епархии[53].
- Медаль в честь Собора Тульских святых, трёх степеней, Тульской и Белёвской епархии[54].
- Медаль "Преподобного священномученика Кукши", трех степеней, Орловской епархии.
- Знак святого архангела Михаила Ижевской и Удмуртской епархии.
- Серебряная медаль «Святого Апостола Петра» Санкт-Петербургская и Ладожская епархия.
- Серебряный знак святителя Алексия, митрополита Московского Самарская митрополия.
- Медаль святой великомученицы Екатерины, трёх степеней, Екатеринбургская епархия.
- Медаль преподобного Далмата Исетского, двух степеней, Курганская и Шадринская епархия.
- Медаль «За плодотворное взаимодействие во благо Православной Церкви и Родины», Курганская и Шадринская епархия.
- Медаль «За церковные заслуги», трёх степеней, Салехардская епархия.
- Медаль «За усердные труды», трёх степеней, Салехардская епархия.

## Старшинство орденов и медалей Русской православной церкви

### Порядок старшинства орденов Русской православной церкви
Высшие ордена
1. Орден святого апостола Андрея Первозванного
2. Орден святого равноапостольного князя Владимира I степени
3. Орден Славы и чести I степени
4. Орден святителя Алексия, митрополита Киевского, Московского и всея Руси I степени
5. Орден святого равноапостольного князя Владимира II степени

Старшие ордена
1. Орден преподобного Сергия Радонежского I степени
2. Орден святого благоверного князя Даниила Московского I степени
3. Орден святой равноапостольной княгини Ольги I степени
4. Орден преподобного Серафима Саровского I степени
5. Орден святителя Иннокентия, митрополита Московского и Коломенского I степени
6. Орден святого благоверного князя Димитрия Донского I степени
7. Орден Славы и чести II степени
8. Орден святителя Алексия, митрополита Киевского, Московского и всея Руси II степени

Прочие ордена
1. Орден святителя Макария, митрополита Московского I степени
2. Орден преподобной Евфросинии, великой княгини Московской I степени
3. Орден святого равноапостольного Николая, архиепископа Японского I степени
4. Орден преподобного Андрея Иконописца I степени
5. Орден святого мученика Трифона I степени
6. Орден святого благоверного царевича Димитрия
7. Орден святого равноапостольного князя Владимира III степени
8. Орден Славы и чести III степени
9. Орден святителя Алексия, митрополита Киевского, Московского и всея Руси III степени
10. Орден преподобного Сергия Радонежского II степени
11. Орден благоверного князя Даниила Московского II степени
12. Орден святой равноапостольной княгини Ольги II степени
13. Орден преподобного Серафима Саровского II степени
14. Орден святителя Иннокентия, митрополита Московского и Коломенского II степени
15. Орден святого благоверного князя Димитрия Донского II степени
16. Орден преподобного Сергия Радонежского III степени
17. Орден святого благоверного князя Даниила Московского III степени
18. Орден святой равноапостольной княгини Ольги III степени
19. Орден преподобного Серафима Саровского III степени
20. Орден святителя Иннокентия, митрополита Московского и Коломенского III степени
21. Орден святого благоверного князя Димитрия Донского III степени
22. Орден святителя Макария, митрополита Московского II степени
23. Орден преподобной Евфросинии, великой княгини Московской II степени
24. Орден святого равноапостольного Николая, архиепископа Японского II степени
25. Орден преподобного Андрея Иконописца II степени
26. Орден святого мученика Трифона II степени
27. Орден святителя Макария, митрополита Московского III степени
28. Орден преподобной Евфросинии, великой княгини Московской III степени
29. Орден святого равноапостольного Николая, архиепископа Японского III степени
30. Орден преподобного Андрея Иконописца III степени
31. Орден святого мученика Трифона III степени

### Порядок старшинства медалей Русской православной церкви
1. медаль ордена святого равноапостольного князя Владимира
2. медаль ордена Славы и чести
3. медаль ордена преподобного Сергия Радонежского
4. медаль «Патриаршая благодарность»
5. медаль ордена святого благоверного князя Даниила Московского
6. медаль ордена святой равноапостольной княгини Ольги
7. медаль ордена преподобного Серафима Саровского
8. медаль ордена святителя Иннокентия, митрополита Московского и Коломенского
9. медаль ордена святителя Макария, митрополита Московского
10. медаль ордена святого благоверного князя Димитрия Донского
11. медаль ордена преподобной Евфросинии, великой княгини Московской
12. медаль ордена преподобного Андрея Иконописца
13. медаль ордена святого мученика Трифона